# 卡罗拉·鲍特
卡罗拉·鲍特（德語：Carola Bott，1984年7月9日—），德国女子羽毛球運動員。

## 主要比賽成績
只列出曾進入準決賽的國際賽事成績：
| 年份   | 賽事                   | 公開賽級別 | 項目     | 拍檔              | 成績   |
| ------ | ---------------------- | ---------- | -------- | ----------------- | ------ |
| 2009年 | 克羅地亞羽毛球國際賽   | 國際系列賽 | 女子單打 | －                | 準決賽 |
| 2009年 | 捷克羽毛球國際賽       | 國際挑戰賽 | 女子單打 | －                | 準決賽 |
| 2009年 | 荷蘭羽毛球大獎賽       | 大獎賽     | 女子單打 | －                | 準決賽 |
| 2009年 | 匈牙利羽毛球國際賽     | 國際系列賽 | 女子單打 | －                | 準決賽 |
| 2011年 | 斯洛文尼亞羽毛球國際賽 | 國際系列賽 | 女子單打 | －                | 冠軍   |
| 2011年 | 瑞士羽毛球國際賽       | 國際挑戰賽 | 女子單打 | －                | 亞軍   |
| 2012年 | 斯洛文尼亞羽毛球國際賽 | 國際系列賽 | 女子單打 |                   | 亞軍   |
| 2012年 | 斯洛文尼亞羽毛球國際賽 | 國際系列賽 | 女子雙打 | 斯塔萨·博萨诺维奇 | 準決賽 |
| 2012年 | 匈牙利羽毛球國際賽     | 國際系列賽 | 女子雙打 | 斯塔萨·博萨诺维奇 | 冠軍   |
| 2015年 | 葡萄牙羽毛球國際賽     | 國際系列賽 | 女子雙打 | 珍妮弗·卡诺特     | 亞軍   |

| 2007-2017年 | 首要超級賽 | 超級賽 | 黃金大獎賽 | 大獎賽 | 國際挑戰賽 | 國際系列賽 | 未來系列賽 | 其他 |

| 2018-2026年 | 總決賽 | 超級1000賽 | 超級750賽 | 超級500賽 | 超級300賽 | 超級100賽 | 國際挑戰賽 | 國際系列賽 | 未來系列賽 | 其他 |